# Сжигание в кипящем слое

Технологии сжигания органических топлив

Сжигание в кипящем слое — одна из технологий сжигания твёрдых топлив в энергетических котлах, при которой в топке создаётся кипящий слой из частиц топлива и негорючих материалов. Технология была привнесена в энергетику из химической промышленности примерно в 1970-е гг. для сжигания угля. Используется для сжигания отходов древесины (технология воздушной завесы).

## Описание процесса
В восходящем потоке газа загрузка из твёрдых частиц может находиться в трёх состояниях:
- в покоящемся, когда скорость газа мала и он не может поднять частицы — характерен для слоевых топок;
- в режиме пневмотранспорта, когда частицы переносятся с быстрым потоком газа — в камерных топках;
- в псевдоожиженном состоянии при промежуточной скорости газа, когда он при прохождении через слой «раздвигает» частицы и увеличивает его толщину, понижая плотность, но не способен унести частицу за пределы слоя. Этот последний режим и создаётся в топках кипящего слоя.

Кипящий слой может быть высокотемпературным и низкотемпературным (800—900°C), в настоящее время по ряду причин почти всегда используется второй. В частности, в нём весьма эффективно подавляется выделение оксидов азота и можно применить погружную поверхность, к которой исключительно высок коэффициент теплоотдачи (нагретые частицы топлива соприкасаются с ней непосредственно, и часть тепла передаётся не конвекцией, а теплопроводностью). Для регулировки температуры слоя во избежание шлакования можно вводить воду и пар, но в принципе из-за высокой абразивности этого слоя топки с его применением к шлакованию не склонны.
В кипящий слой вводят значительное количество инертных наполнителей: шлак, песок, доломит, известняк — они повышают теплоотдачу. Доломит и известняк, помимо этого, связывают в сульфиты до 90% оксидов серы:41. Топливом могут служить уголь (в том числе в виде остатков в золе от низкоэффективных котлов), горючий сланец, торф, древесные и иные отходы.
Данный тип котлов, не предназначен для сжигания отходов древесины, однако это возможно с рядом ограничений и недостатков.
Топки кипящего слоя не чувствительны к качеству топлива в смысле его химического состава, но чувствительны к однородности фракционного состава частиц топлива и инертной засыпки. Горение в данных топках более интенсивное, чем в обычных слоевых, их габариты меньше; однако для них требуется создать воздухораспределительную решётку и вентилятор большей мощности. В числе других недостатков этого типа топок:
- вынос до 20–30 % всего углерода топлива (поэтому эти топки рекомендуют применять при возможности дожигания уноса размером 0-1 мм в рабочем пространстве котла);
- зашлаковывание межсоплового пространства и самих сопел воздухораспределительных колосниковых решеток при недостаточном динамическом напоре воздуха;
- очень большой абразивный износ теплопередающих поверхностей, особенно высокий у погружных[1];
- проблема утилизации золо/шлаковых отходов;
- повышенный износ абразивный износ системы эвакуации золошлаков;
- необходимость постоянной загрузки инертных материалов (как следствие высокие эксплуатационные затраты).

Эффект интенсивного горения, аналогичный наблюдаемому при сжигании в кипящем слое, можно получить постоянным встряхиванием колосника с кусками топлива любого размера; но из-за снижения прочности металла колосника при высокой температуре этот способ сложно практически реализовать.
Топки кипящего слоя под давлением до 16 кгс/см² с глубокой очисткой газа от золы могут использоваться для организации работы газовых турбин на твёрдом топливе (в составе высоконапорного парогенератора ПГУ)
В котлах малой мощности (единицы МВт) возможно использование топок кипящего слоя для сжигания водоугольного топлива. Как показала практика, использование подобных топок для сжигания ВУТ хотя и не является полностью автоматизированным, позволяет получить стабильное горение ВУТ.

## Циркулирующий кипящий слой
Эта технология промежуточная между обычным кипящим слоем и камерным сжиганием. Основная часть частиц при этом взвешена в кипящем слое, но дутьё несколько более сильное, и значительное количество несгоревших частиц выносится выше слоя (хотя частично они оседают обратно, попадая в застойные зоны у стенок топки, так что циркуляция топлива идёт по всей её высоте). Для их улавливания за топкой присутствует горячий циклон, из которого твёрдые частицы вновь подаются в зону горения. В циркулирующий кипящий слой (ЦКС) также дозированно добавляют известняк для подавления оксидов серы; оксиды азота в них также весьма низкие и не требуют специального улавливания. Основное достоинство этой технологии — отсутствие жёстких требований как к химическому составу, так и к тонкости размола и однородности состава топлива; влияние эрозии в нём меньше, чем в обычной топке кипящего слоя. Выброс золы с газами небольшой (но требуется всё же установка электрофильтров). Недостатками являются большой расход электроэнергии на дутьё и большая сложность изготовления и автоматизации котлов ЦКС; в России они в настоящее время не выпускаются.